# Anii 1310
Secole: Secolul al XIII-lea - Secolul al XIV-lea - Secolul al XV-lea
Decenii: Anii 1260 Anii 1270 Anii 1280 Anii 1290 Anii 1300 - Anii 1310 - Anii 1320 Anii 1330 Anii 1340 Anii 1350 Anii 1360
Ani: 1310 1311 1312 1313 1314 1315 1316 1317 1318 1319